# دهستان حومه (شاهرود)
دهستان حومه نام دهستانی در بخش مرکزی شهرستان شاهرود، استان سمنان در ایران است. براساس سرشماری مرکز آمار ایران در سال ۱۳۸۵، جمعیت آن ۱۰۰۰۸ نفر (۲۸۰۶ خانوار) بوده‌است.